# Ярпиво (пивзавод)
«Пивзавод „Ярпиво“» — пивоваренный завод в городе Ярославле, филиал ООО «Пивоваренная компания «Балтика»». Расположен на южной окраине города по адресу улица Пожарского, 63.

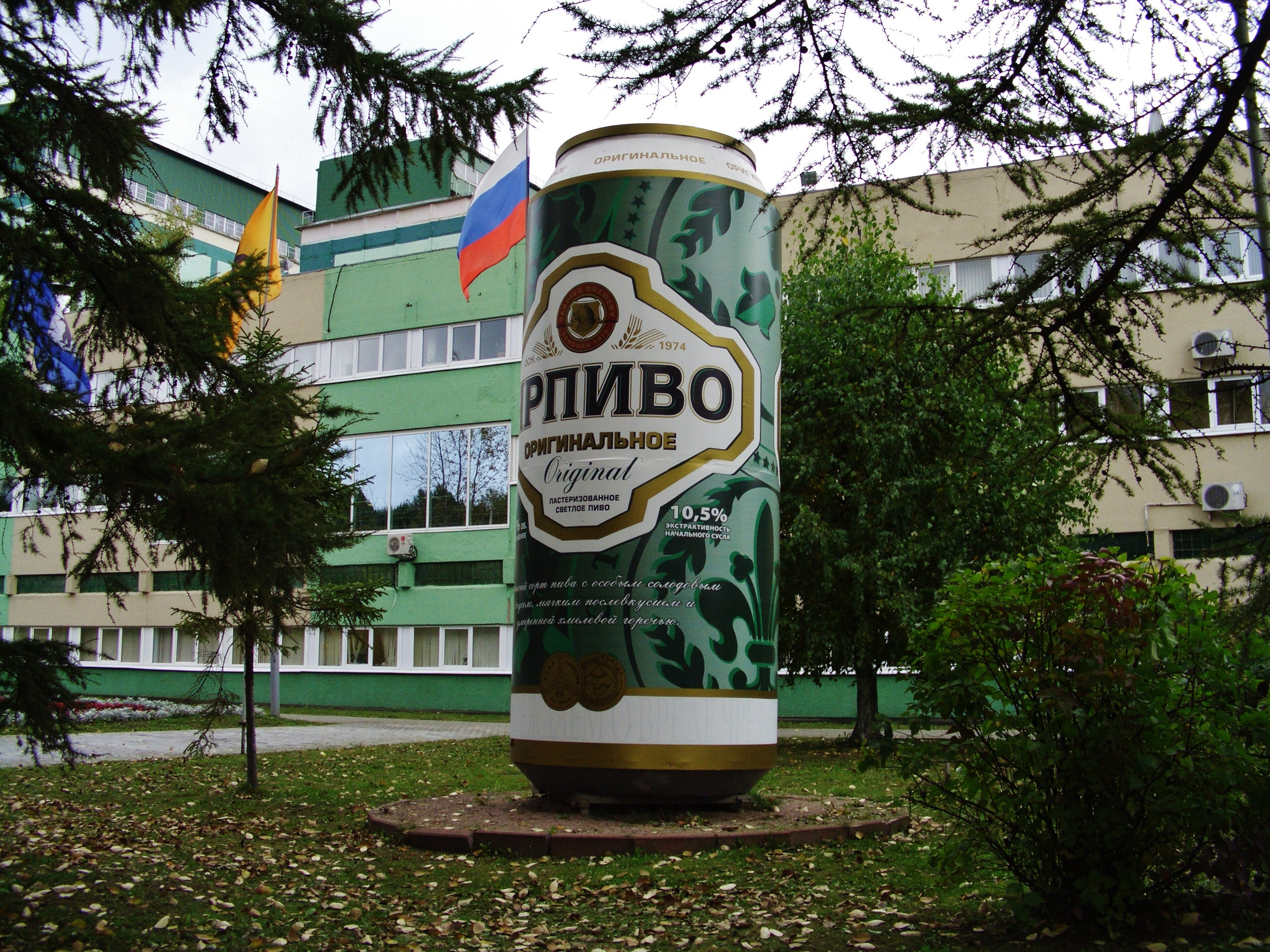

## История
В 1952 году в центре города (Республиканская улица, 94) был построен Ярославский пивзавод, рассчитанный на производство 0,2 млн дал. После реконструкции мощность завода увеличилась до 0,958 млн дал. Но расширять производство на старом месте не было возможности, и этот завод решили снести, построив новый на окраине города. Однако, некоторое время старый завод продолжал работать и после постройки нового как Пивцех № 2.
Новый Ярославский пиво-безалкогольный завод было решено построить на территории совхоза к югу от города. Технический проект был разработан институтом «Белгипропищепром» на чешском оборудовании мощностью 7,2 млн дал пива, 13,5 тыс. т солода и 2,5 млн дал безалкогольных напитков в год. Строительство началось 18 марта 1972 года, его вёл трест «Ярнефтехимстрой». Завод был сдан в декабре 1974 года, когда было сварено первое пиво марки «Жигулёвское». Однако к этому времени он ещё не был полностью достроен — мощность достигла только 3,6 млн дал.
Реализация пива началась в конце марта, а розлив в бутылки — в конце декабря 1975 года. Выпускались сорта «Жигулёвское», «Рижское», «Московское», «Славянское», «Светлое», «Российское» и три тёмных сорта — «Украинское», «Мартовское» и «Бархатное». 18 февраля 1976 года сдан в эксплуатацию цех безалкогольной продукции. В декабре 1976 года начато солодовенное производство.
В 1978 году Ярославский пивзавод объединили с Рыбинским пиво-безалкогольным заводом, Угличским заводом минеральной воды и Александровской пивбазой в Ярославское пиво-безалкогольное объединение, существовавшее до 1992 года. В 1980-х годах были освоены два новых сорта пива — «Любительское» и «Адмиралтейское».
В 1993 году предприятие было преобразовано в ОАО «Ярпиво». В 1996 году оно вошло в Baltic Beverages Holding. В 1997—2000 годах была проведена масштабная реконструкция производства. С 1996 по 2006 год в реконструкцию было инвестировано 278 млн долларов США. Резко выросли объёмы продаж: 1999 год — 16,2 млн; 2000 год — 25 млн, 2001 год — 35 млн, 2002 год — 47 млн, 2003 год — 53 млн, 2006 год — 63 млн дал пива. В 2004 году доля «Ярпива» в России составила 6,5 %. С конца 1997 года продукция стала выпускаться под торговой маркой «Ярпиво». Сортами которого стали «Оригинальное», «Янтарное», «Светлое», «Тёмное», «Портер», «Крепкое», «Элитное», специально для новогодних праздников выпускался сорт «Новогоднее». В 2000-х годах появились сорта «Хлебное», «Хмельное» и «Янтарное Специальное» (бренд «Волга»). В 2022 году был выпущен сорт «Паровое».
В 2005 году произошло слияние Ярославского и Воронежского пивзаводов. К 2006 году Baltic Beverages Holding собрал 87,5 % акций предприятия, и завод стал одним из филиалов ОАО «Пивоваренная компания «Балтика»» — «Балтика-Ярославль». В 2007 и 2009 годах состоялись открытия I и II очередей нового солодовенного завода общей мощностью 105 тыс. т солода в год. Ныне пиво марок «Ярпиво» (сорта «Янтарное», «Оригинальное», «Крепкое», «Ледяное») выпускается различными заводами компании «Балтика», а на Ярославском заводе помимо этих родных брендов производятся и другие из принадлежащих компании («Балтика», «Кулер», «Невское», «Арсенальное», «Большая кружка», Tuborg, Carlsberg, питьевая вода «Живой ручей» и др.). С 1 ноября 2017 года филиал носит название «Пивзавод „Ярпиво“».

## Руководители
1. Тараканов Лев Павлович (директор строительства) — 1972—1975
2. Кудрявцева Светлана Васильевна — 1974—1975
3. Себелев Валерий Александрович — 1975
4. Емельянов Юрий Иванович — 1975—1981
5. Фостиропуло Стефан Христофорович — 1981—1984
6. Арзиманов Анатолий Григорьевич — 1984—2005
7. Тлехурай Адам Аюбович — 2006—2008
8. Васильев Игорь Анатольевич — 2008—2019
9. Большаков Владислав — с 2019—2024
10. Якимов Евгений Ильич — с 2024—2024
11. Павлова Полина Сергеевна — 2024 — ?